# Yabem
Le yabem (autonyme, jabêm) est une des langues ngero-vitiaz, une langue austronésienne parlée en Papouasie-Nouvelle-Guinée, sur la côte nord-ouest, dans le golfe d'Huon. Il appartient à la branche malayo-polynésienne des langues austronésiennes.

## Histoire et orthographe
En 1886, des missionnaires allemands luthériens, s'installent au cœur du pays yabem. Ils utilisent la langue pour l'évangélisation des populations de la région et, pour ce, la dotent d'une orthographe. Le yabem devient une langue véhiculaire dès leur arrivée à Simbang, un village où on parlait yabem. En 1939, le yabem était parlé par au moins 15 000 personnes et compris par près de 100 000 (Zahn, 1940). Dans la décennie qui suivit la Seconde Guerre mondiale, le réseau des écoles missionnaires poursuivit l'instruction en yabem pour au moins 30 000 étudiants (Streicher, 1982). Bien que l'usage du yabem comme lingua franca a décliné et a été remplacé par le tok pisin, le yabem demeure une des langues austronésiennes les mieux documentées, avec des compositions originales et pas seulement des traductions de l'anglais ou de l'allemand. En 1939, 100 000 personnes connaissent le yabem.
La hauteur des voyelles est différenciée par un accent circonflexe, qui sert aussi à signaler les consonnes labialisées. Celles-ci sont également écrites avec /-u-/ ou /-o-/. Les prénasalisées n'ont pas de notation spécifique. Le coup de glotte est noté /-c-/.
- têmui [temʷi]: sale
- kapôêŋ [kapʷeŋ]: grand
- moac  [mʷaʔ]: serpent
- lesêŋ  [lɛseŋ]: lente

| a | b | c | d | e | ê | g | h | i  | j |
| k | l | m | n | ŋ | o | ô | p | qu | r |
| s | t | u | w |   |   |   |   |    |   |

## Phonologie
Les tableaux présentent la phonologie du yabem.

### Voyelles
|         | Antérieure | Centrale | Postérieure |
| ------- | ---------- | -------- | ----------- |
| Fermée  | i [i]      |          | u [u]       |
| Moyenne | e [e]      |          | o [o]       |
| Ouverte | ɛ [ɛ]      | a [a]    | ɔ [ɔ]       |

### Consonnes
|              |              | Bilabiales        | Alvéolaires | Alvéolaires | Dorsales | Dorsales          | Glottales |
| ------------ | ------------ | ----------------- | ----------- | ----------- | -------- | ----------------- | --------- |
| Centrales    | Latérales    | Bilabiales        | Palatales   | Vélaires    |          |                   | Glottales |
| Occlusives   | Sourde       | p [p]             | t [t]       |             |          | k [k]             | ʔ [ʔ]     |
| Occlusives   | Labio-vél.   | pʷ [pʷ]           |             |             |          | kʷ [kʷ]           |           |
| Occlusives   | Prénasal.    | mb [m͡b] mbʷ [m͡bʷ] | nd [n͡d]     |             |          | ng [ŋ͡g] ngʷ [ŋ͡gʷ] |           |
| Fricative    | Sourde       |                   | s [s]       |             |          |                   | h [h]     |
| Fricative    | Prénasal.    |                   | ns [n͡s]     |             |          |                   |           |
| Nasale       | Simples      | m [m]             | n [n]       |             |          | ŋ [ŋ]             |           |
| Nasale       | Labialisée   | mʷ [mʷ]           |             |             |          |                   |           |
| Liquide      | Liquide      |                   |             | l [l]       |          |                   |           |
| Semi-voyelle | Semi-voyelle | w [w]             |             |             | y [j]    |                   |           |

## Sources
- (en) J. F. Streicher, Jabêm-English dictionary (reproduction de H. Zahn, Jabêm-Deutsch Wörterbuch, 1917, révisée), Canberra, Research School of Pacific Studies, The Australian National University, coll. « Pacific Linguistics / C » (no 68), 1982 (ISBN 0-85883-274-7, lire en ligne)
- (en) Malcolm D. Ross, « Tonogenesis in the North Huon Gulf Chain », dans Jerold A. Edmondson et Kenneth J. Gregerson, Tonality in Austronesian languages, Honolulu, University of Hawaii Press, coll. « Oceanic Linguistics Special Publications » (no 24), 1993, 133–153 p.